# Mihai Cimpoi
Mihai Cimpoi (n. 3 septembrie 1942, Larga, Județul Hotin, azi raionul Briceni) este un om de cultură, academician, critic și istoric literar, eminescolog, redactor literar și eseist din Republica Moldova. Este „Om Emerit al Republicii Moldova”, președinte al Uniunii Scriitorilor din Moldova, deputat în Parlamentul Republicii Moldova între 1999-2001. Mihai Cimpoi este autorul operelor „O istorie deschisă a literaturii române din Basarabia” (în mai multe ediții) și „Mihai Eminescu. Dicționar Enciclopedic”. Mihai Cimpoi este autorul și realizatorul proiectului de durată „Congresul Mondial al Eminescologilor”, lansat în 2012.

## Biografie
Mihai Cimpoi s-a născut la 3 septembrie 1942, în familia lui Ilie și Ana Cimpoi, țărani din comuna Larga, Județul Hotin, Regatul României, astăzi raionul Briceni.  După cursurile primare și medii, a absolvit Facultatea de Filologie de la Universitatea de Stat din Moldova (1965), după care a devenit redactor al revistei „Nistru” (până în 1972) și consultant al Uniunii Scriitorilor din Moldova.

### Activitate
La Congresul al III-lea al Uniunii Scriitorilor din RSS Moldovenească (14-15 octombrie 1965), traducătorul Iurie Barjanschi a discutat în contradictoriu cu Ion Druță și cu tânărul critic literar Mihai Cimpoi. El i-a zis lui Cimpoi că "stă încuiat în casă și citește gazete românești", la care Druță i-a răspuns: „Eu vreau să-i spun tovarășului Barjanschi, nu știu ce citește el, dar la Chișinău se citesc multe ziare românești și vreau să-i mai comunic tovarășului Barjanschi că eu nutresc cele mai calde sentimente pentru o țară vecină cu noi, o țară rudă cu noi, ca limbă, ca istorie, o țară socialistă, ca și republica noastră, eu nu văd de ce ar trebui să facem un zid Chinez de-a lungul Prutului”. Druță a fost aplaudat de toată sala.
„Este tânărul critic Mihai Cimpoi. Acest tânăr este abonat la toate gazetele şi revistele româneşti, cu diligență de invidiat caută acolo modele de poezie și critică și îşi scrie articolele sale într-o limbă care nu provoacă decât întrebarea: cine scrie - Mihai Cimpoi din Chişinău sau Michel de Chimpoie, maitre de Sorbonne de pe Champs-Élysées? Unde a crescut el: într-un sat moldovenesc sau în birouri separate, în restaurante ...? Se spune că Cimpoi a însușit 9357 de neologisme. Iată, când va însuși 10000, atunci el ne va pune la dispoziție o autentică critică marxistă. Dar deocamdată, eu cred că are dreptate profesorul şi poetul Mihail Garaz, are dreptate poetul cetățean Andrei Lupan când ei vorbesc despre caracterul inaccesibil, incomprehensiv pentru popor al criticii lui.”—Iurie Barjanschi despre Mihai Cimpoi, la Al III-lea Congres al Uniunii Scriitorilor din RSSM

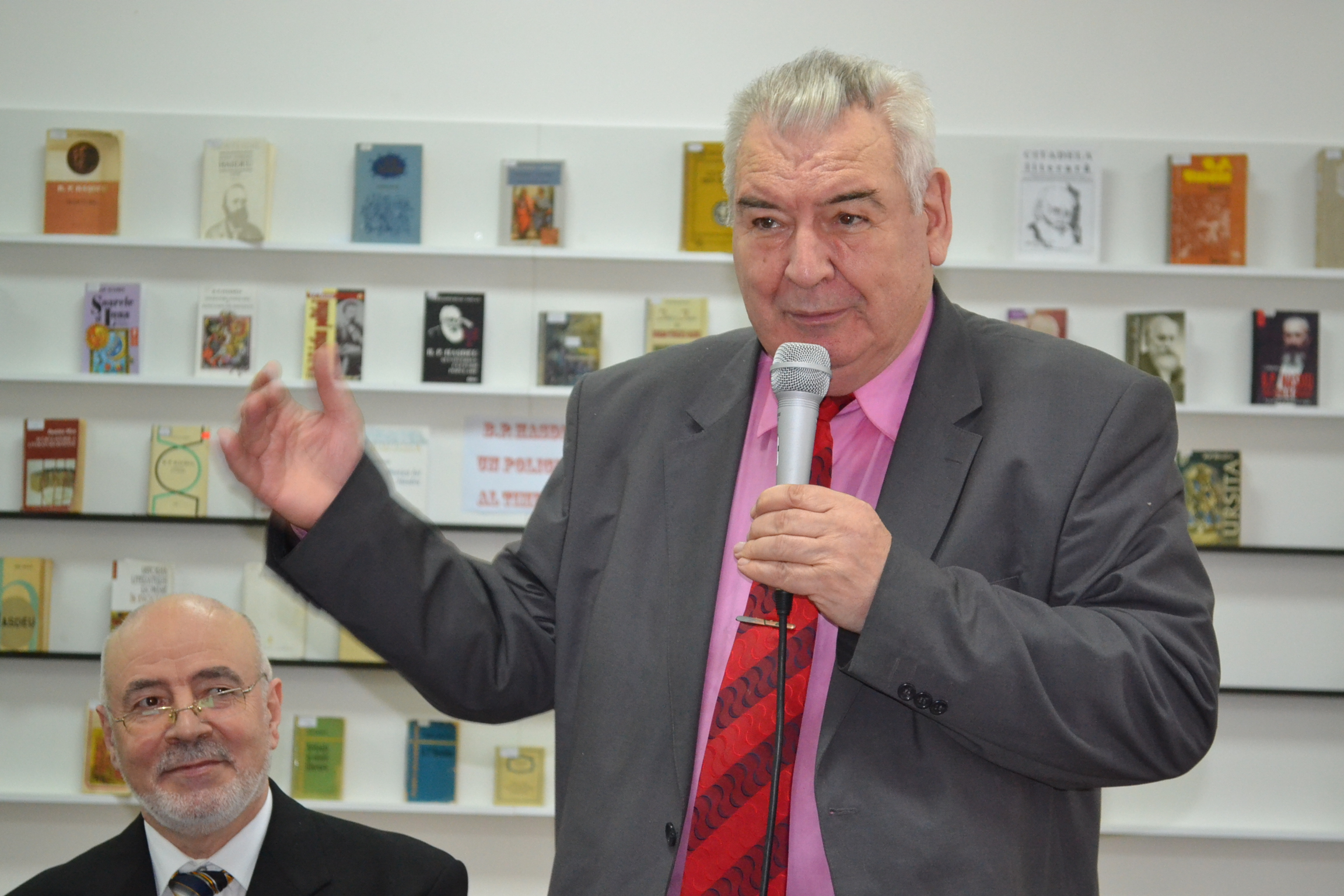
Mihai Cimpoi vorbind la o bibliotecă

A fost angajat ca redactor la editurile „Cartea Moldovenească” (în 1974) și „Literatura artistică” (1977-1982). A fost secretar literar la Teatrul Național din Chișinău (1982-1983) și la Teatrul liric „A. Mateevici” (1986-1987). În mai 1987 a fost ales secretar al Comitetului de conducere al Uniunii Scriitorilor din Moldova, iar în perioada septembrie 1991 – 2010 a fost președintele instituției. 
A fost deputat al poporului din URSS în perioada de dezgheț gorbaciovist (1989-1990) și apoi deputat în Parlamentul Republicii Moldova (1999-2001). A îndeplinit funcția de șef al Secției de literatură clasică a Institutului de Istorie și Teorie Literară al Academiei de Științe a Moldovei. A obținut doctoratul în filologie în 1998, cu teza „Eminescu, poet al Ființei” (conducător Eugen Simion) și a predat la Universitatea Pedagogică „Ion Creangă” din Chișinău. Este membru de onoare al Academiei Române (din 1991), membru titular al Academiei de Științe a Moldovei (din 1992), membru al Uniunii Scriitorilor din România (din 1994 este ales și membru al consiliului director al acesteia), membru al PEN-clubului, membru al Societății Scriitorilor Târgovișteni (din 2005), vicepreședinte al Ligii Culturale pentru Unitatea Românilor de Pretutindeni, cetățean de onoare al Craiovei (din 2005, alături de Grigore Vieru, Vasile Tărâțeanu). Este director al revistei „Viața Basarabiei” și face parte din colegiile publicațiilor „Caiete critice” și „Viața românească”. Este președinte fondator al Centrului Academic Internațional „Mihai Eminescu” din Chișinău.

## Operă
- Cântați proveghitori…: Din lirica ostășească: [versuri]. Pentru șc. Medie /selecț. I. Vieru; colegiul de red. : N. Savostin, M. Cimpoi, A. Ciocanu. – Ch.: Literatura artistică, 1978;
- Cicatricea lui Ulysse, 1982; Vieru, Gr. Poezii: [pentru șc. medie] / selecț. și pref. de M. Cimpoi; prez. graf. de Gh. Vrabie. – Ch.: Lit. artistică, 1983; sute de catarge: [tineri poeți, prozatori] / alcăt. M. Cimpoi și G. Blănaru. – Ch.: 1973;
- Dintre sute de catarge: [tineri poeți, prozatori] / alcăt. M. Cimpoi și I. Ciocanu. – Ch.: Cartea Mold. . – 1975;
- Scena = Scena, 1974/75 [almanah al evenimentelor din viața teatrală a republicii] / alcăt. : M. Cimpoi. – Ch.: Lit. artistică, 1977;
- Maèty bereg pokidaût: Molodaâ mold. poéziâ: [sb. stihov] / sost. M. Cimpoi. – Ch.: Lit. artistică, 1977 ici Dintre sute de catarge ’77: Tineri poeți, prozatori, crit/ selecț. M. Cimpoi. – Ch.: Lit. artistică, 1977;
- Pagini de teorie și critica literară: Pentru șc. medie / C. Cibotaru, E. Botezatu, H. Corbu ș. a.; alcăt. : M. Cimpoi; pict. O. Martînov. – Ch.: Lit. artistică, 1983;
- Creația lui Druță în școală, 1986; Istoria literaturii moldovenești: Monografie: În trei volume / col. de red. al volumului M. Dolgan, N. Bilețchi, A. Gavrilov, B. Istru, H. Corbu, M. Cimpoi. – Ch.: Știința, 1986–1990;
- Eminescu, M. Împărat și proletar: Poezii: Pentru copii și adolescenți; ed. îngr. de M. Cimpoi; col. de red. : V. A. Aramă ș. a. – Ch.: Lumina, 1988;
- Lui Eminescu la împlinirea unui centenar (1889–1989) al trecerii în nemurire a marelui poet național: [volum comemorativ] / alcăt. M. Cimpoi., Chișinău: Hyperion, 1991;
- Preda, Marin. Cel mai iubit dintre pământeni / col. de red. : M. Dolgan, V. Beșleagă, I. Ciobanu, V. Vasilache, M. Cimpoi. – București: Ed. Prietenii Cărții, 1992;
- Matcovschi, D. Floare Basarabie: Poeme de după întîia moarte / apare sub îngrijirea lui V. Crăciun, M. Cimpoi. – București, 1992; Caiete de cultură: Ediție specială a săptămânalului „Viața satului” / resp. de ed. M. Cimpoi, V. Spinei, L. Butnaru, M. Morăraș // Viața satului. – 1994–1997;
- Mihai Cimpoi, „Basarabia sub steaua exilului”, București, 1994;
- Mihai Cimpoi, „Lucian Blaga. Paradisiacul. Lucifericul. Mioriticul”, poem critic, 1997;
- Mihai Cimpoi, „Mărul de aur”, Valori românești în perspectivă europeană, 1998;
- Mihai Cimpoi, „Cumpăna cu două ciuturi”, 2000; „Brancuși, poet al ne-sfârșirii”, 2001;
- Mihai Cimpoi, Spre un nou Eminescu” (dialoguri cu eminescologii din lume), Chișinău, 1993 și București, 1995
- Mihai Cimpoi,  „Căderea în sus a Luceafarului”, Galați, 1993;
- Mihai Cimpoi, „Narcis și Hyperion”, Chișinău, 1979, 1985, sau colecția „Eminesciana”, Iași, 1994; Chișinău: [album consacrat jubileului de 560 ani] / comanditar: Primăria Municipiului Chișinău; Colab.: I. Filip, I. Mânăscurtă, M. Cimpoi. – Ch.: EUS, 1996;
- Mihai Cimpoi, „Plânsul Demiurgului”, 1998;
- Mihai Cimpoi, „Mă topesc în flăcări”, dialoguri cu eminescologii cunoscuți (1999, 2001);
- Mihai Cimpoi, „O istorie deschisă a literaturii române din Basarabia” (1996, 1997, 2002) – (monografie continuând demonstrația lui George Călinescu că „Literatura română este una și indivizibilă”);
- Mihai Cimpoi, „Sfinte firi vizionare” (clasicii români: medalioane), Chișinău, 1995;
- Eminescu – pururi tânăr. Dedicații lirice: [Vol. I]: 150 de ani de la nașterea lui Mihai Eminescu, 15 ian. 1850-15 ian. 2000 / ed., antologie, aparat critic de Cristina Crăciun și Victor Crăciun; cuv. înainte de Eugen Simion; argument de Victor Crăciun; Întâistătătorul M. Cimpoi; concepție graf. : Vl. Zmeev. – Ch.: Litera; București: David, 1998;
- Eminescu – înfășurat în manta-mi…: Memorialistică. Mărturiile contemporanilor: [Vol. II.] /elab. Mihai Cimpoi…. – Ch.: Litera; București: David, 1999;
- Eminescu – steaua singurătății: Efigii și secvențe literare: [Vol. III.] /elab. Mihai Cimpoi; st. introd. de Victor Crăciunie. – Ch.: Litera; București: David, 1999;
- Eminescu – propriul vis: Prefețe difinitori: [Vol. IV.] /coord. Mihai Cimpoi ; ed. antologie, aparat critic de Fănuș Băileșteanu; st. introd: Ion Rotaru. – Ch.: Litera: București: David, 1999; Eminescu – pe mine mie redă–mă: Contribuții istorico–literare până la 1939: [Vol. V] /elab. Mihai Cimpoi… . – Ch.: Litera: București: David, 1999;
- Eminescu – pe mine mie redă–mă: Contribuții istorico–literare până la 1940-1999: [Vol. VI] /elab. Mihai Cimpoi… . – Ch.: Litera: București: David, 1999;
- Eminescu – mă topesc în flacări: Dialogiri cu eminescologi din lume: [Vol. IX] / elab. Mihai Cimpoi… . – Ch.: Litera; București: David, 1999;
- Eminescu – pasărea Phoenix: Capodopere și texte fundamentale: [Vol. X] / elab. Mihai Cimpoi… . – Ch.: Litera; București: David, 1999; 2000:
- 150 de ani cu Eminescu: [calendar] / Fundația Eminescu – 150, Liga Culturală pentru Unitatea Românilor de Pretutindeni; proiect: Mihai Cimpoi; edit. Anatol și Dan Vidrașcu; concep. graf. și design: Vladimir Zmeev; fotogr. : Pavel Cuzuioc… . – Ch.: Litera; București: David: Litera internațional, 1999;
- Eminescu – focul meu: Imaginea poetului în arte: [Vol. VII], 2000;
- Mihai Eminescu. Opere, (în 8 vol.), 2001;
- Mihai Cimpoi, Lumea ca o carte, Colecția „Biblioteca Ideea Europeană – Eseu”, 2004;
- Mihai Cimpoi, Critice, Po(i)etica arhetipala, vol. V, Fundația Scrisul românesc, Craiova, 2005;
- Mihai Cimpoi, Esența ființei (Mi)teme și simboluri existențiale eminesciene, Colecția Critică și istorie literară, Iași, 2007;
- Mihai Cimpoi, Ion Heliade-Rădulescu. Panhymniul ființei, Târgoviște, Ed. Bibliotheca, 2008;
- Mihai Cimpoi, Grigore Alexandrescu. Însuflarea ființării, Târgoviște, Ed. Bibliotheca, 2009;
- Mihai Cimpoi, Vasile Cârlova. Poetul sufletului mâhnit, Târgoviște, Ed. Bibliotheca, 2010;
- Mihai Cimpoi, I. Al. Brătescu-Voinești. Prefacerea firii, Târgoviște, Ed. Bibliotheca, 2011;
- Mihai Cimpoi, Ion Ghica. Amintirea ca existență, Târgoviște, Ed. Bibliotheca, 2012
- Mihai Cimpoi, "Mihai Eminescu. Dicționar Enciclopedic", Chișinău, Ed. Gunivas, 2013
- Mihai Cimpoi, Esența temeiului : Istoria literaturii române premoderne la Târgoviște, Târgoviște, Ed. Bibliotheca, 2013;
- Mihai Cimpoi, Modelul de existență Eugen Simion, București, Semne, 2013;
- Mihai Cimpoi, Anatomia ființei. Școala literară și artistică de la Târgoviște, Târgoviște, Ed. Bibliotheca, 2014;
- Mihai Cimpoi, Curs de critică literară : prolegomene, Chișinău, Univ. Acad. de Științe a Moldovei, 2015;
- Mihai Cimpoi, Viața ca un roman : Constantin Stere scriitorul. Eseuri, Chișinău, Gunivas, 2015;
- Mihai Cimpoi, Anatomia ființei : în 2 vol., Târgoviște, Ed. Bibliotheca, 2016;
- Mihai Cimpoi, Dicționar de teorie și critică literară, Târgoviște, Ed. Bibliotheca, 2016;
- Mihai Cimpoi, Totul prezenței la „Litere” - sau cum trecut-am rub(r)iconul, Târgoviște, Ed. Bibliotheca, 2017;
- Mihai Cimpoi, Cartea vieții lui Mihai Eminescu. Spectacolul ontologic al rimei eminesciene. – Târgoviște: Bibliotheca, 2018;
- Mihai Cimpoi. Dicționar enciclopedic: Mihai Eminescu; ed. a-2-a rev. și adăugită. – Chișinău: Gunivas, 2018.: il.
- Mihai Cimpoi. Mihai Eminescu: dicționar enciclopedic; cuvânt înainte de Eugen Simion. – București: Tracus Arte, 2019.
- Mihai Cimpoi. Hyperion și Demiurg – „Luceafărul”, mit și dramă existențială (eseu) . – Iași: Editura Princeps Multimedia, 2019.
- Mihai Cimpoi. Titu Maiorescu și lumea noastră postmodernă: Eseuri. – Chișinău: Cartdidact; Târgoviște: Bibliotheca, 2020.
- Mihai Cimpoi. Eminescu, Esența ființei. (mi)teme și simboluri existențiale eminesciene – Iași: Editura Princeps Multimedia, 2021.
- Mihai Cimpoi. Eminescu, lumea valorilor și noi, postmodernii. – Chișinău: Cartdidact, 2021.
- Cimpoi, Mihai. Titu Maiorescu și lumea noastră postmodernă: eseuri / Mihai Cimpoi; ediție adăugită. – Chișinău: Cartdidact; Târgoviște: Bibliotheca, 2021.
- Cimpoi, Mihai. Eminescu și ideea europeană. - Chișinău: Karta-Graphic, 2022.
- Mihai Cimpoi. Grigore Vieru, poetul arhetipurilor. – Iași: Princeps Multimedia, 2023;
- Eminescu, poet al timpului modern / Titu Maiorescu; ediție coordonată și studiu introductiv de acad. Mihai Cimpoi. – Iași: Junimea, 2023;
- Mihai Cimpoi. Eugen Simion, omul întregului cultural. – Iași: Tipo Moldova, 2023;
- Mihai Cimpoi. Mircea Horia Simionescu ca ființă și lucru: eseu monografic. – Iași: Junimea, 2023;
- Mihai Cimpoi. Spre un nou Eminescu: Dialoguri cu eminescologi si traducători din lume, ediția a II- a. – Chișinău : S.n., 2023
- Mihai Cimpoi.  Grigore Vieru, poetul arhetipurilor. Iași: Princeps Multimedia, 2024

## Recunoaștere
Personalitatea și creația sa au fost onorate cu următoarele premii:
- Premiul „Lucian Blaga” (1990, 1995, 2000)
- Premiul „G. Bacovia” (al revistei „Ateneu”, 1991)
- Maestru al literaturii din Republica Moldova (1992)

- Premiul de Stat al R. Moldova (1994)
- Premiul „Nichita Stănescu” (1995)
- Premiul pentru critică al Uniunii Scriitorilor din România (1997)
- Premiul Fundația Scrisul Românesc (1997)
- Premiul „Mihai Eminescu” (Drobeta Tr. Severin, 2000)
- Premii ale Societății Scriitorilor Târgovișteni: premiul pentru eseu (2007), premiul „Costache Olăreanu” pentru eseu (2009), premiul „Vladimir Streinu” pentru istorie literară (2010), premiul „Vladimir Streinu” pentru istorie literară (2012)
- Ordinul Național Serviciul Credincios în grad de Ofițer (2009), la propunerea președintelui Academiei Române, „în semn de apreciere deosebită pentru întreaga activitate de cercetare științifică, încununat cu apariția Dicționarului general al literaturii române, dorind a răsplăti munca excepțională a celor ce au pregătit acest important instrument de lucru”[15]
- Cetățean de onoare al municipiului Chișinău (2012)[16]
- Om Emerit al Republicii Moldova (2013)
- Ordinul Național „Steaua României”, în grad de Comandor (2014)[17]
- Ordinul Republicii (refuzat în semn de protest împotriva decorării cu același ordin a fostului prim-secretar bolșevic Ivan Bodiul)[18]
- Medalia jubiliară „Mihai Eminescu” a României și R. Moldova
- Cetățean de Onoare al Municipiului Târgoviște
- Doctor Honoris causa al Universității Valahia din Târgoviște
- Titlul „Cetățean al românismului” pentru cultivarea și promovarea Limbii și Culturii Române, pentru contribuția remarcabilă la Unitatea Românilor de Pretutindeni, pentru împlinirea Aspirațiilor Strămoșești Comune (România, Pitești) 2014
- Doctor Honoris causa al Universității de Stat din Tiraspol[19]
- Distincția „Medalia democrației”, 2 oct. 2018, Parlamentul Republicii Moldova
- Doctor Honoris Causa al Universității „Ion Creangă” 20 febr. 2018, UPS „Ion Creangă”
- Diploma de laureat al săptămânalului „Literatura și arta - 2018 pentru critică literară
- Cetățean de onoare al mun. Iași, 13 ian. 2019
- Membru de onoare  Academia Europeană de Științe și Arte de la Salzburg, 11 mart. 2019
- Diploma „Vasile Militaru”, pentru meritele deosebite în implementarea activității Asociației obștești Societatea Culturală „Vasile militaru” și promovarea culturii naționale, Chișinău, 2019
- Diploma pentru contributia la lucrarile conferintei stiințifico-literare “Semnificatia și impactul creației lui Grigore Vieru asupra patrimoniului național” 2019, Directia Invatamânt Tineret și Sport Briceni;
- Premiul de excelență pentru volumul Hyperion și Demiurg, cel mai amplu și complex studio asupra Luceafărului, 2019;
- Diploma de recunoștință, pentru efectuarea studiilor și  promovarea operei lui Mihai Eminescu în întreaga lume, Chișinău, 2019;
- Diplomă de excelență, Festivalul Internațional „Grigore Vieru” ediția a IV-a, 17 februarie 2019; 2.
- Diplomă de excelență pentru prodigioasa activitate de promovare, în țară și în străinătate a valorilor culturii și spiritualității românești, 14 iunie, 2019, (România, jud. Suceava)
- Diplomă pentru implicarea plenară în realizarea obiectivelor instituționale și comunitare, activitate prodigioasă în domeniul culturii naționale, contribuție substanțială la promovarea operei lui Mihai Eminescu și culturii lecturii, precum și cu ocazia Sărbătorii Naționale Limba Noastră, 2020
- Diploma și medalia Centrului Cultural „Eugen Simion”, Dumbrăveni (România), 2021
- Diploma de merit pentru promovarea limbii, culturii și valorilor românești, Montreal (Canada), 2021
- Diplomă pentru organizarea Simpozionului literar pe marginea volumelor de eseuri „Eminescu, lumea valorilor și noi postmodernii” și „Eminescu și ideea europeană”, 2022
- Diploma de Excelență „Dimitrie Cantemir” în semn de aleasă prețuire, pentru activitatea Domniei Sale desfășurată în cinste, onoare și dragoste în folosul poporului român, 2023
- Diplomă de gratitudine în semn de înaltă recunoștință pentru aportul substanțial adus în dezvoltarea culturii și patrimoniului cultural național și cu prilejul „Zilei Naționale a Culturii”, 2023
- Ordinul Ștefan cel Mare și Sfânt - gradul III ca semn al prețuirii și binecuvântării, pentru întreaga activitate administrativă, misionară, socială și pentru devotamentul manifestat față de slujirea Bisericii Ortodoxe Române din Basarabia, Petru, Arhiepiscopul Chișinăului, mitropolitul Basarabiei și Exarhul Plaiurilor, 2024
- Diploma aniversară de gratitudine a Academiei de Științe a Moldovei, 2024
- Trofeul „Cartea anului”, secțiunea critică literară, pentru volumul „Grigore Vieru - poetul arhetipurilor”, 2024
- Premiul Myosotis „Personalitate marcantă a secolului XXI” (ediția I), România, 2024
- Diplomă de Excelență pentru recunoașterea progreselor remarcabile pe calea europeană a Republicii Moldova, 2024 (România)
- Diplomă de excelență pentru întreaga activitate desfășurată în decursul celor 25 de ani Centrului Academic internațional „Mihai Eminescu”, valorificând și promovând viața și opera poetului, prin acțiuni de cercetare și manifestări culturale. (Dumbrăveni, România), 2025
- Diplomă în cadrul festivalului „ Doru-mi-i de Dumneavoastră: Ca unui zid de o fereastră”, în memoriam lui Nicolae Dabija, ediția I, 2025
- Premiul Național „A. Mateevici” pentru contribuția la afirmarea culturii românești în Republica Moldova. Asociația Copyro-Societate de Gestiune Colectivă a Drepturilor de Autor (România), 2025
- Cetățean de onoare al orașului Sângerei (2025)
- Diplomă aniversară de gratitudine pentru participarea activă la acțiunile de promovare a Culturii Naționale și a valorilor de excepție ale tezaurului uman național. Pentru contribuția deosebită adusă la desfășurarea tuturor momentelor omagiale dedicate marelui poet al românilor, Mihai Eminescu și poeților iubitori de neam și de țară de pe ambele maluri ale Prutului. Festvalul „Mihai Eminescu”, ediția a XVIII-a, 13-15 iunie 2025. (Primăria Dumbrăveni)

## Opinii
„În fapt, prin cuprinderea sinoptică a energiilor ce nutresc noologia eminesciană, Mihai Cimpoi iluminează complexitatea plenitudiară a operei, complexitate înrădăcinată tocmai în incandescența „nodului tragic” valorizat drept „focar de trăire pasională” sub semnul unei continuități nedezmințite a ascensiunii spre infinit”. Astfel înțeles „nodul tragic” îmi apare ca receptacol și sursă, deschidere: de aici pornind și constant raportându-se la această veritabilă khoră a nous-ului, Mihai Cimpoi străbate hermeneutic toate zările onto-noo-logice ale creației eminesciene (Frumusețea negativă, Suferința, Singurătatea, Melancolia, Abisul sau Ființa și Rațiunea). Urmând cu fidelitate spiritul de autentic polimat a lui Eminescu - paradis închis pentru mulți - , Mihai Cimpoi sporește eminescologia cu valențe puțin accesibile multora” (Pompiliu Crăciunescu).
„Mihai Cimpoi înlătură, cu argumente, clișeele despre Eminescu. De pildă, pesimismul eminescian văzut doar ca o înfluență a lui Schopenhauer. Mergând pe urmele lui Titu Maiorescu, Tudor Vianu și G. Călinescu, Mihai Cimpoi nuanțează înțelegerea pesimismului eminescian prin stabilirea unor raporturi elective între Eminescu și Kant, Eminescu și Hegel. După opinia sa îndreptățită, Eminescu se identifică unui homo dacicus, unui homo folcloricus, unui homo naturalis și unui homo religiosus. Toate aceste ipostaze ale devenirii lui Eminescu se rezumă în homo eminescianus” (Tudor Nedelcea).
„Autor a 60 de studii și eseuri monografice, a peste 3000 de studii și articole apărute în publicațiile literare din spațiul românesc și de peste hotare, dar și a peste 200 de studii de prezentare a literaturii române apărute în Marea Britanie, Franța, Germania, Italia, Turcia, Grecia, Rusia, Letonia, Lituania, Ucraina ș.a., spirit vulcanic și, totodată, stăpânit de dreapta cumpănă, preocupat vreme de peste 40 de ani de trecerea de la o mentalitate literară la alta, Mihai Cimpoi, prin felul său de a fi în literatură, prin spiritul său viu, generator de idei și capabil să soluționeze cele mai dificile probleme, rămâne a fi nu doar un Om al cetății, ci și un termen de referință atunci când se vorbește de rezistența prin cultură. El face parte, deopotrivă, din toate generațiile actuale de scriitori români și este aidoma unui far pentru „sutele de catarge” ce se avântă pe mările neliniștite ale logosului” (Valeriu Matei).
„Mihai Cimpoi este, înainte de toate, un bun român; apoi, un profesionist excepțional pregătit, cunoscător al întregii literaturi române și a tot ce este relevant în literatura și artele moderne; e înclinat spre filosofia culturii. În ceea ce privește literatura basarabeană: cunoaște tot, chiar dacă nu arată, iubirea de locurile sale este îndeajuns de mare pentru a permite referințe pozitive pentru toată lumea, ba chiar să și supraliciteze scrisul multora, scriind el însuși frumos și eludând unele aspecte dezagreabil antic românești, de apatheid ale unor localnici de același neam, considerând, poate nu foarte just pentru unul care e atras și de etică și de filosofie, că limba este fundamentală restul trecător istoric, adică și sovieticul. [...] Patriotismul local îl determină să asume scriitori de dincolo de zonă, și să-i împingă dincolo; deducția și inducția funcționează. Sunt multe formule memorabile în textele sale” (Marin Popa).
„O istorie deschisă a literaturii române din Basarabia” mi se pare serioasă, credibilă, cu multe judecăți drepte. „Plusează”, cum se zice în limbajul boemei literare, și este firesc să fie așa, pentru că de multe ori destinul scriitorului este mai puternic decât opera lui. Nu-i grav, cine știe să citească își dă seama de proporțiile reale ale operei. [...] El încearcă o formulă complexă de critică culturală, în care amestecă informația cu o estetică dominată de conceptele arhetipale și de acelea [...] luate de la trăiriști (Noica în primul rând)” (Eugen Simion).